# Băiatul (film din 2015)
Băiatul (în engleză The Boy) este un film de groază din 2015, regizat de Craig Macneill. Rolurile principale sunt interpretate de Jared Breeze, Rainn Wilson și David Morse.